# アルキメデス・フィゲラ
アルキメデス・ホセ・フィゲラ・サラサール（Arquímedes José Figuera Salazar , 1989年10月6日 - ）は、ベネズエラ・スクレ州クマナ出身のプロサッカー選手。ペルー・プリメーラ・ディビシオンのCDウニベルシダ・セサル・バジェホに所属している。ポジションはMF。

## 来歴
2008年にベネズエラ・プリメーラ・ディビシオンのトルヒジャーノスFCでプロデビュー。コパ・スダメリカーナなど主要大会に出場し、2010年には国内カップ戦コパ・ベネズエラで優勝を経験。2014年にデポルティーボ・ラ・グアイラに移籍。コパ・ベネズエラで2シーズン連続優勝を経験するなど、主力として活躍した。
2016年12月30日、ペルーのウニベルシタリオ・デポルテスに移籍した。

## ベネズエラ代表
2012年にベネズエラ代表に初招集。2015年2月の親善試合のホンジュラス戦で、代表初ゴールを記録。2016年のコパ・アメリカ・センテナリオにも出場した